# Ingvar Kjellson
Ingvar Kjellson, né le 20 mai 1923 à Kärna dans le comté d'Östergötland et mort le 18 décembre 2014 à Djursholm, est un acteur suédois.

## Filmographie

### Cinéma
- 1945 : Tre söner gick till flyget : le jeune pianiste (non crédité)
- 1945 : Sirènes et cols bleus : Strid - Cadet (non crédité)
- 1946 : Klockorna i Gamla sta'n : invité à la fête de Bristol (non crédité)
- 1951 : Bärande hav
- 1954 : I rök och dans : Snål-Jampe (crédité Ingvar Kjellsson)
- 1954 : Taxi 13 : artiste
- 1954 : Seger i mörker
- 1954 : Karin Månsdotter : Hakon Ladugårdsfogde, le garde au château de Gripsholm (non crédité)
- 1954 : Gula divisionen : acteur (non crédité)
- 1955 : Mord, lilla vän : Erik Ljungdahl
- 1955 : La Jeune Fille sous la pluie d'Alf Kjellin : Klas
- 1956 : Ratataa eller The Staffan Stolle Story
- 1956 : Swing it, fröken : Robert Roos
- 1956 : Den långa julmiddagen : Charles
- 1956 : Sången om den eldröda blomman de Gustaf Molander : Falk
- 1957 : Sommarnöje sökes : Radio Theatre (voix, non crédité)
- 1957 : Prästen i Uddarbo : Docteur
- 1958 : Jazzgossen : invité à la fête de Teddy
- 1959 : Det svänger på slottet : le vicaire (non crédité)
- 1961 : Pärlemor : le prêteur
- 1962 : En nolla för mycket : Fredrik
- 1962 : Kort är sommaren : le comte
- 1963 : Kurragömma : le directeur de la prison
- 1964 : Wild West Story : le juge
- 1966 : Heja Roland! : Skog
- 1968 : Les Filles de Mai Zetterling : Olle
- 1968 : Svarta palmkronor : Consul
- 1968 : La Honte d'Ingmar Bergman : Oswald
- 1968 : Het snö : Inspecteur de police Nordström
- 1969 : Made in Sweden : Niklas Hedström
- 1969 : Bokhandlaren som slutade bada : Elim Svensson
- 1970 : Grisjakten : Gustav Rosen
- 1970 : Ministern : le conducteur
- 1974 : Vita Nejlikan : James
- 1977 : Måndagarna med Fanny : Hilding Eriksson
- 1978 : Chez nous de Jan Halldoff (en) : Elmgren
- 1980 : Fais donc l'amour, on n'en meurt pas ! (Marmeladupproret) d'Erland Josephson : l'éditeur
- 1980 : Sverige åt svenskarna : Sir John
- 1982 : Le Vol de l'aigle de Jan Troell : Alfred Nobel
- 1983 : Raskenstam : Ludvig af Tidaholm
- 1984 : Le Secret de Moby Dick (voix) de Jannik Hastrup
- 1985 : Svindlande affärer : Arvidsson
- 1989 : Voyage à Melonia de Per Åhlin : Captain Christmas tree (voix)
- 1991 : Den ofrivillige golfaren : Rutger
- 1994 : Zorn : Ministre Åkerman
- 2000 : Pettson och Findus - Kattonauten : Kungen (voix)
- 2001 : Vita fjädrar (court-métrage)
- 2012 : Dom över död man : Pehr Eklund

### Télévision
- 1958 : Påsk (TV) : Elis
- 1958: Avsked (TV) : Birger
- 1958 : Skandalskolan (TV) : Joseph Surface
- 1958 : Hemma klockan sju (TV) : David
- 1958 : Oh, mein Papa (TV) : Alexander Obolski
- 1959 : Midsommardröm i fattighuset (TV) : Enok
- 1959 : Den skalliga primadonnan (TV) : Mr. Smith
- 1959 : Rum för ensam dam (TV) : Mårten
- 1959 : Spatserkäppen (TV) : Albert Juggins
- 1959 : En skugga (TV)
- 1959 : Porträtt av jägare (TV) : William
- 1959 : Älska (TV) : Henri, le mari d'Hélène
- 1959 : Den inbillade sjuke (TV) : Argan
- 1959 : Måsen (TV) : Boris, auteur
- 1960 : Ung och grön (TV) : Inspecteur, manager du Night club
- 1960 : Oväder (TV) : Brodern
- 1960 : Myteriet på Caine (TV) : Capt. John Challee
- 1960 : Spökhotellet (TV) : Boniface
- 1960 : En av sju (TV) : Schwedler
- 1960 : Ett glas vatten (TV) : Bolingbroke
- 1961 : Nej (TV) : Klockaren Link
- 1961 : Taggen (TV)
- 1961 : Maria Angelica (TV) : Janne
- 1961 : Den lilla ängeln (TV) : Patrice
- 1964 : Henrik IV (TV) : Bardolph
- 1966 : Tupp tupp men ingen höna (TV)
- 1967 : Den nakne mannen och mannen i frack (TV) : le nettoyeur dans la rue
- 1968 : Bombi Bitt och jag (série TV) : Elof (épisode Kyrksilvret)
- 1968 : Beslut i morgondagen (TV)
- 1969 : Änkan (TV) : Walter Grey
- 1969 : Det finns en chans (TV) : le père
- 1974 : Engeln (mini-série télévisée)
- 1974 : Bröderna (mini-série télévisée) : Eugen Bring, acteur
- 1976 : Karlar är karlar om sanningen ska fram (TV) : Lunardo Crozzola
- 1976 : Engeln II (mini-série télévisée) : le concierge
- 1977 : Ärliga blå ögon (mini-série télévisée)
- 1978 : Hedebyborna (série télévisée) : Mon Cousin (6 épisodes)
- 1979 : En handelsresandes död (TV) : Charley
- 1980 : Sinkadus (mini-série télévisée)
- 1982 : Amedée (TV) : Amedee
- 1983 : Farmor och vår herre (TV) : Grundholm
- 1985 : August Strindberg: Ett liv (mini-série télévisée)
- 1986 : Gösta Berlings saga (mini-série télévisée) : Sintram
- 1993 : Snoken (série télévisée) : Albert Sten (épisode Blod är tjockare än vatten)
- 1993 : Morsarvet (mini-série télévisée) : Landsfiskal Wendel
- 1995 : Sista skriket (TV) : Charles Magnusson
- 2009 : Hotell Kantarell (série télévisée) : Gottfrid (épisode Uti 100 år)